# Milchwerke Schwaben
Die Milchwerke Schwaben eG ist eine deutsche Molkerei mit Sitz in Ulm.

## Unternehmensprofil

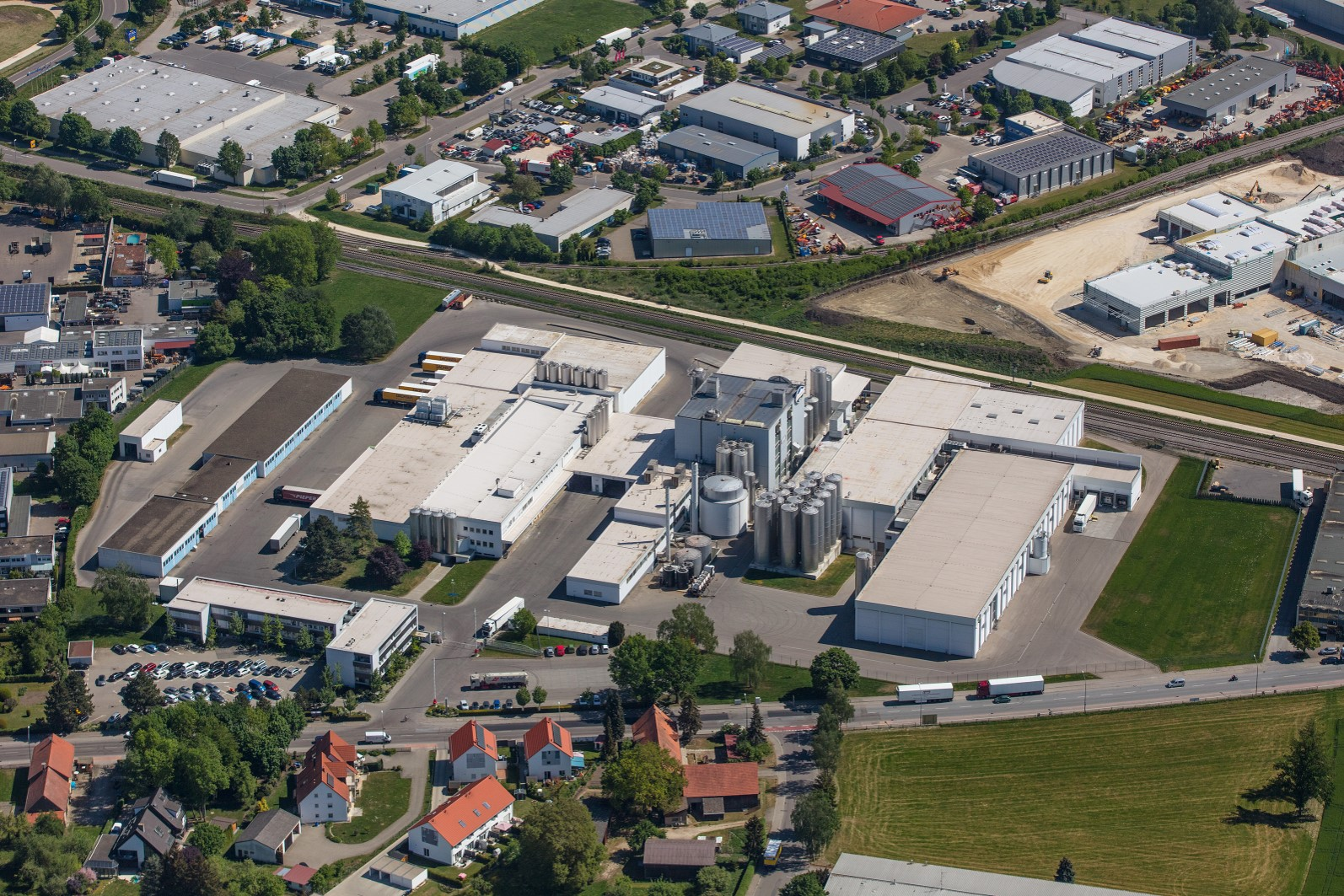
Milchwerke Schwaben eG

Das 1922 gegründete Unternehmen verarbeitet am Produktionsstandort in Neu-Ulm im Jahresdurchschnitt 380 Millionen Kilogramm Milch und beschäftigt rund 180 Mitarbeiter. Zum Produktportfolio gehören Natur- und Fruchtjoghurt, Dessert, Butter, Käse sowie Milch- und Molkenpulver. Mit 24 % bzw. 22,7 % Marktanteil der Marke Weideglück ist Milchwerke Schwaben Marktführer in den Segmenten Natur- und Fruchtjoghurt im 1000-g-Becher. Die Milchwerke Schwaben eG erzielte im Jahr 2018 einen Gesamtumsatz von 226,9 Millionen Euro sowie einen Jahresüberschuss von 2,7 Millionen Euro. Dies bedeutet ein Wachstum gegenüber dem Vorjahr 2017 um 12,5 %.

## Genossenschaftliches System
Das Unternehmen Milchwerke Schwaben eG ist eine Molkereigenossenschaft und wird wie in einer repräsentativen Demokratie geführt. Das heißt, unternehmensrelevante Entscheidungen werden im Gegensatz zur direkten Demokratie nicht unmittelbar durch die Genossenschaftsmitglieder selbst, sondern durch Vertreter getroffen. Jedes Genossenschaftsmitglied, in der Regel eine natürliche oder juristische Person mit einem Milcherzeugungsbetrieb, hat eine Stimme, um einen Vertreter aus seinem Wahlbezirk zu wählen.
Die Vertreterversammlung der Milchwerke Schwaben eG, bestehend aus 139 Vertretern, bildet das höchste beschlussfassende Gremium der Molkereigenossenschaft. Sie entscheidet über die Satzung, stellt den Jahresabschluss fest und entscheidet über die Gewinnverteilung. Weiterhin wählt die Vertreterversammlung die beiden Gremien Vorstand und Aufsichtsrat und kann diese auch abberufen.
Der Vorstand der Milchwerke Schwaben eG besteht aus 6 Personen und verantwortet die Leitung der Genossenschaft durch Vertretung nach außen und Geschäftsführung nach innen.
Der Aufsichtsrat der Milchwerke Schwaben eG setzt sich aus insgesamt 8 Genossenschaftsmitgliedern zusammen. Zu seinen Aufgaben zählen die Überwachung der Geschäftsführung des Vorstandes, die Durchführung von Kontrollen und Revisionen, die Berichterstattung in der Vertreterversammlung.
Des Weiteren unterstützen und beraten 16 Beiräte die genannten Gremien.

## Geschichte
Der Grundstein für die Genossenschaft wurde am 15. Februar 1922 gelegt, als sich 53 Milchhändler aus Ulm im Gasthaus Zitronenbaum trafen und die Gründung der „Ein- und Verkaufsgenossenschaft der Milchhändler von Ulm und Umgebung e.G.m.b.H“ beschlossen.

## Sponsoring
Seit 2015 unterstützt die Milchwerke Schwaben eG die deutsche Leichtathletin Alina Reh.